# Trebanh (Tarn)
Trebanh (en francès Tréban) és un municipi francès situat al departament del Tarn i a la regió d'Occitània.

## Demografia
| 1962                                       | 1968 | 1975 | 1982 | 1990 | 1999 | 2005 |
| ------------------------------------------ | ---- | ---- | ---- | ---- | ---- | ---- |
| 99                                         | 103  | 90   | 68   | 58   | 51   | 45   |
| Des de 1962: població sense dobles comptes |      |      |      |      |      |      |

## Administració
| Període   | Identitat          | Partit |
| --------- | ------------------ | ------ |
| 2001-2008 | Georges Viala      |        |
| 2008-     | Jacqueline Delpoux |        |